# Sendungsverfolgung

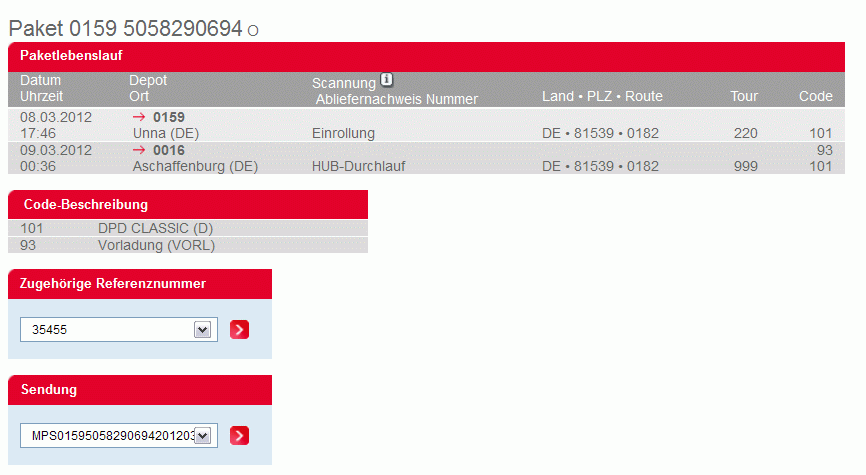
Sendungsverfolgung bei DPD

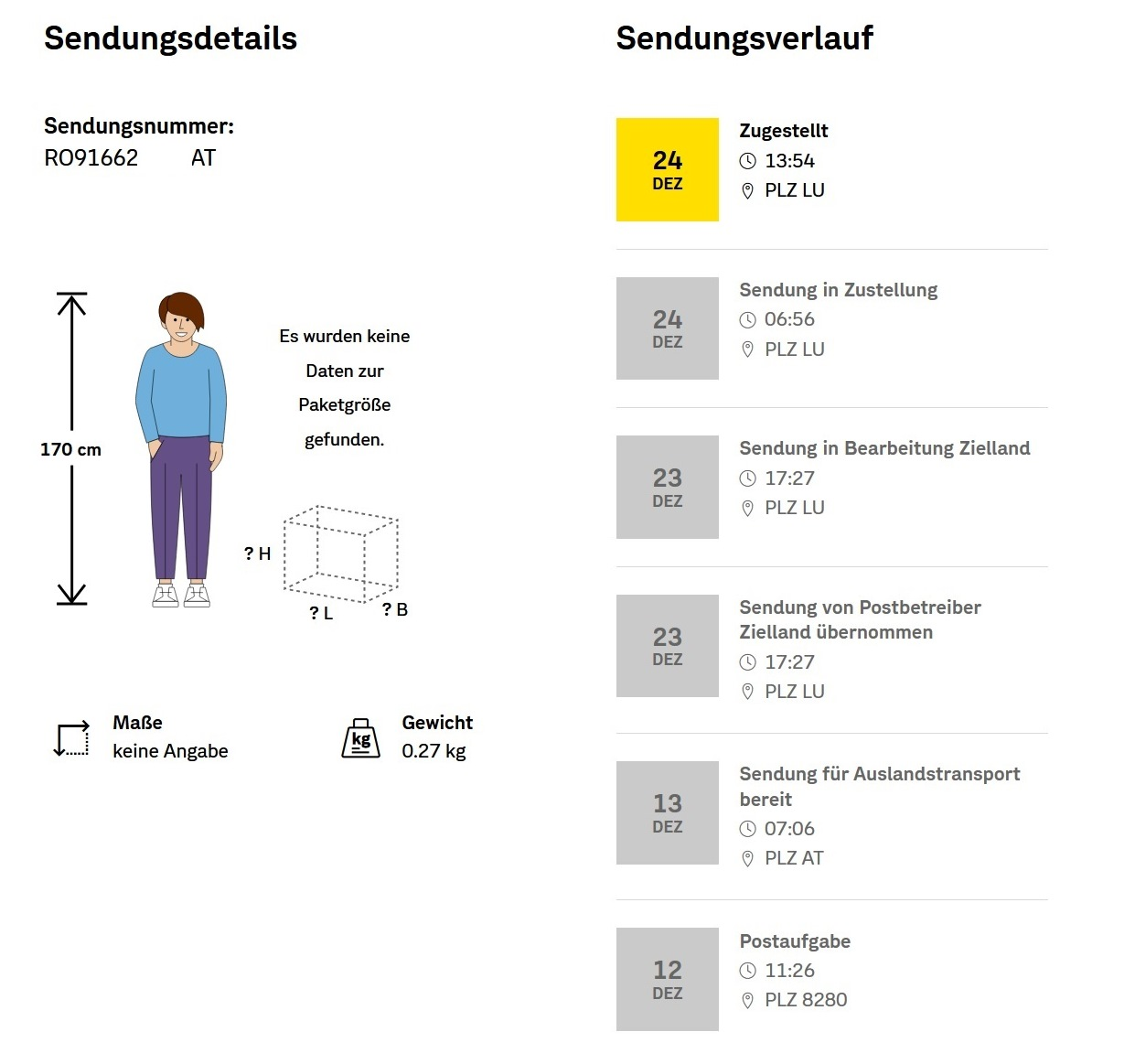
Sendungsverfolgung und Rekozettel der Post

Sendungsverfolgung (engl. track and trace oder tracking and tracing = Verfolgung und Rückverfolgung) ist ein System, mit dem der Status einer Lieferung sowohl vor als auch nach der Zustellung überwacht und überprüft werden kann. Meist kommt diese Technik bei der Verfolgung von Frachtgut wie Postsendungen, also der Paketverfolgung, und der Überwachung von Einschreiben zum Einsatz. Die Sendungsverfolgung erleichtert auch die Überwachung und Verbesserung des Versandbetriebs und die Bearbeitung von Nachforschungsaufträgen bei nicht angekommenen Sendungen.
In der Logistik wird statt des Ausdrucks Sendungsverfolgung oft der umfassendere englische Begriff Tracking and Tracing (mit deutscher Großschreibung) benutzt. Tracking und Tracing gibt Auskunft darüber, wo sich Waren zu einem bestimmten Zeitpunkt befinden. Es ermöglicht auch die Erfassung, was mit Rohstoffen, Halbfertigfabrikaten und Endprodukten bei ihrem Gang durch die Produktionskette geschehen ist. Falls notwendig, lässt sich dadurch auch nachträglich der gesamte Versandprozess und gegebenenfalls der gesamte Herstellungsprozess rückverfolgen.

## Funktionsprinzip
Bei der Sendungsverfolgung werden Postsendungen, zum Beispiel Pakete, mit maschinell lesbaren Etiketten versehen (etwa mit einem Barcode, einem Data Matrix Code oder einem RFID-Chip). Automatische Sortierstationen können anhand der Etiketten erkennen, wohin die Sendung geleitet werden soll. Das Ergebnis des Scanvorgangs wird in einer zentralen Datenbank gespeichert. Dadurch können sowohl Kunden als auch der Paketdienst nachvollziehen, zu welchem Zeitpunkt sich das Paket an welchem Ort befand.

## Ankunftsprognosen mithilfe Künstlicher Intelligenz
Die Bestrebung nicht nur den aktuellen Sendungsstatus zu liefern kann man unter den Begriff Track&Trace 2.0 zusammenfassen. Mit Hilfe Künstlicher Intelligenz berechnet eine Software selbstständig eine Ankunftsprognose und beachtet dabei dichten Verkehr wie Stoßzeiten, hohes Lieferaufkommen oder saisonale Besonderheiten wie das Weihnachtsgeschäft. Das ermöglicht die Angabe einer genauen Uhrzeit für die Lieferung.

## Prozess der Sendungsverfolgung
Ausgangspunkt sind die Auftragsdaten, die die Solldaten für die Transportabwicklung (insbesondere Zeitvorgaben) enthalten. Sie werden möglichst schon beim Versender erfasst und dem Kurier-, Express- und Paketdienst (KEP-Dienst) übermittelt. Die Informationen existieren nur in elektronischer Form und können problemlos übertragen, gespeichert, aufbereitet und abgefragt werden. Gegenüber papiergestützten Verfahren werden die Kosten deutlich gesenkt.
Bei der Erfassung der Sendungen wird jedem Packstück ein Barcode zugeteilt, so dass eine eindeutige Identifikation des Packstücks zu jedem Zeitpunkt des Transports möglich wird. Ist eine Erfassung beim Versender wegen des sehr geringen Sendungsaufkommens nicht möglich (z. B. bei privaten Sendungen), so erfolgt bei Abholung der Sendungen vor Ort eine Kurzerfassung durch den Versandspediteur, wobei Barcodes von vorbereiteten Rollen auf die Packstücke aufgebracht und den Sendungsdaten zugewiesen werden.
Die Daten werden über GSM an die Zentrale des KEP übermittelt und der Abholnachweis („Proof of Collection“) generiert. Je nach vereinbartem Servicelevel bekommen die Beteiligten (Empfangsspediteur, Empfänger) diese und andere Statusnachrichten in Echtzeit zugestellt.
Nach diesem Prinzip werden alle Packstücke bei der Abholung und an allen Umschlagspunkten bzw. Gefahrenübergängen gescannt und die dabei ermittelten Ist-Daten mit den Soll-Daten, die zu Anfang festgelegt wurden, verglichen und die Gefahrenübergänge dokumentiert („Proof of Transfer“).
Wird das Zeitfenster, in dem z. B. ein bestimmter Umschlagspunkt erreicht werden sollte, überschritten, so wird eine Störungsmeldung ausgelöst. Erfolgt der Transport mehrerer Packstücke oder Sendungen in übergeordneten Einheiten wie Containern oder LKW, so werden Meldungen, die sich auf die übergeordneten Einheiten beziehen, vom System den einzelnen Sendungen und Packstücken zugeordnet.
Bei Abholung oder Auslieferung werden die Fahrzeug-Scanner mit den passenden Soll-Daten vorgeladen. Die Verarbeitung der Ergebnisse des Scans, d. h. der Soll-/Ist-Vergleich, findet ebenso auf dem Scanner statt. So wird ggf. bei der Abholung oder Auslieferung sofort über eine Abweichung informiert („Proof of Delivery“).
Die Scans (Proof of Collection → Proof of Transfer → Proof of Delivery) an den einzelnen Umschlagspunkten ergeben eine Sendungshistorie (Trace), die jederzeit eine Aussage über den aktuellen Status der Sendung oder des Packstücks erlaubt.

### Beispiel einer Zustellung
Ein Paket wird in folgendem realen Beispiel von Leipzig nach Dorsten verbracht und dort zugestellt.
Die einzelnen Schritte werden in der Sendungsverfolgung aufgelistet:
| Datum             | Zeit  | Ort        | Nähere Informationen                                          |
| ----------------- | ----- | ---------- | ------------------------------------------------------------- |
| 22. Dezember 2009 | 13:40 | Dorsten DE | Zugestellt.                                                   |
| 22. Dezember 2009 | 07:24 | Dorsten DE | Lieferung wird zugestellt                                     |
| 19. Dezember 2009 | 10:51 | Leipzig DE | Lieferung hat das Depot verlassen.                            |
| 19. Dezember 2009 | 08:42 | ---        | Lieferung hat das Versandzentrum verlassen und ist unterwegs. |

Die zweimalige Nennung des Zielortes ergibt sich aus den Zustellschritten: Absender: Leipzig, Paketzentrum Leipzig, Paket-Verteilzentrum Dorsten, Zustellbasis im Zustellbezirk, Empfänger.
In dem Beispiel ist zu berücksichtigen, dass der 20. Dezember 2009 ein Sonntag war. Liegen Bestellung wie Zustellung innerhalb der Werktage der gleichen Woche, dürfte die Zustellung einen Tag weniger dauern.

## Bedeutung für den Dienstleister
Für den Logistikdienstleister dient die Sendungsverfolgung zum Schutz vor Diebstahl und Schwund, zum anderen aber auch zur Verfolgung der Sendung während des Transportes. So können Übergaben der Sendungen an Beteiligte der Logistikkette überwacht und Zustellungsfehler somit vermieden werden.

## Bedeutung im Kundenservice
Die Sendungsverfolgung dient auch dazu, das Informationsbedürfnis von Kunden über den aktuellen Aufenthaltsort einer Lieferung zu befriedigen. Die Sendung sollte von der Aufnahme an der Rampe des Lieferanten bis zum Ort der Nachfrage verfolgt werden können, selbst wenn mehrere Logistikdienstleister an der Transportkette beteiligt sind. Das Verfolgen von Sendungen erfolgt in der Regel mit Hilfe der Informationstechnologie.

## Etiketten
Ein Etikett besteht typischerweise aus der Adresse in menschenlesbarer Form und einer eindeutigen Trackingnummer in menschen- und maschinenlesbarer Form. Außerdem sind maschinenlesbare Routinginformationen enthalten, die den Weg des Paketes vom Absender bis zum Ziel beschreiben. Ein Servicecode kann angeben, welche Priorität die Sendung hat; eine Express-Zustellung mit Aufpreis kann so automatisch bevorzugt werden.

## Trackingnummern
Man unterscheidet drei Typen von Trackingnummern:
- Die Nummer der Versandeinheit als ein weltweit eindeutiges Nummernsystem
- Nummernkreise werden vom Versender dem Kunden zugewiesen (beispielsweise bei DHL)
- Trackingnummer beinhaltet eine Kundenkennung (UPS, Post)

Aufbau einer UPS-Trackingnummer

1Z[Kundennummer des Senders][Service code][laufende Nummer][Prüfziffer]

Hermes 14-stellig

09133131530724

GLS 12-stellig

641012345674

## Routinginformation
Die bekannteste Routinginformation ist die Postleitzahl, eine andere der Zielcode.
Daneben gibt es Kurier-Express-Paket-Dienste, die Abflughafen und Ankunftsflughafen als IATA-Codes verwenden (DHL) oder auch proprietäre Codes (beispielsweise der URSA-Code bei FedEx oder die Hubs bei GLS).
Routinginformationen können auch dynamisch beim Versenden bestimmt werden, zum Beispiel auf der Grundlage von aktuellen Ausfalldaten.

## Tracking-Apps für Smartphones
Immer mehr Zusteller bieten ihren Kunden auch Mobile Apps an, um Sendungen unterwegs verfolgen zu können und ggf. auch zu frankieren und etikettieren, z. B. DHL, Hermes, FedEx, TNT Express und UPS. Da der Paketdienst aber hauptsächlich durch den Absender bestimmt wird und nicht durch den Empfänger und zudem durch Handelsplattformen wie eBay und Aliexpress der internationale Handel auch im Privatkundenbereich zunimmt, hat theoretisch jeder einzelne Kunde mit einer unüberschaubaren Vielzahl von Zustellern und somit auch von Tracking-Apps in diversen Sprachen, wie z. B. Chinesisch, zu tun. Dieser Problematik haben sich diverse Internetdienste angenommen, die Apps anbieten, mit denen man z. B. auf bis zu 170 verschiedene Tracking-Systeme zugreifen kann. Weil Smartphones auch mit Kameras ausgerüstet sind, bieten viele Tracking-Apps auch Scanner-Funktionalität, mit deren Hilfe die Strichcodes von Paketen eingelesen werden können oder QR-Codes von Webseiten mit Tracking-Informationen zur Übernahme der Sendungsnummer in die App.